# 美国学
美国学（英語：American Studies）或美国研究是研究美国文学、美国历史、美国社会的跨学科学术领域。

## 概况
美国学的学术重点是美国。但在过去的几十年里，也扩大到包括大西洋历史以及与全球各国的互动。 美国学的主题多种多样，但通常会研究美国人群体社区的文学、历史、意识形态或文化产品。

## 历史
弗农·路易斯·帕林顿经常被称为美国学的奠基人，他的三卷本《美国思想的主流》结合了文学批评的方法论和历史学研究，获得了1928年普利策奖。